# Tailandia del Norte
Tailandia del Norte ([pʰâːk nɯ̌a] en tailandés: ภาคเหนือ) es uno de los cinco grupos regionales de Tailandia. Comprende 17 provincias:
| 1. Chiang Mai 2. Chiang Rai 3. Kamphaeng Phet 4. Lampang 5. Lamphun 6. Mae Hong Son 7. Nakhon Sawan 8. Nan 9. Phayao 10. Phetchabun 11. Phichit 12. Phitsanulok 13. Phrae 14. Sukhothai 15. Tak 16. Uthai Thani 17. Uttaradit |

La mayor parte de Tailandia del Norte es montañosa, haciéndola relativamente fresca comparada con Tailandia Central en lo referente a temperatura.
La historia de Tailandia del Norte está dominada por el reino Lannathai, fundado en 1259.
- Datos: Q750014
- Multimedia: Northern Thailand / Q750014